# Toana acidalica
Toana acidalica är en fjärilsart som beskrevs av George Francis Hampson 1910. Toana acidalica ingår i släktet Toana och familjen nattflyn. Inga underarter finns listade i Catalogue of Life.